# Ossaea vazquezii
Ossaea vazquezii är en tvåhjärtbladig växtart som beskrevs av Attila L. Borhidi och O.Muniz. Ossaea vazquezii ingår i släktet Ossaea och familjen Melastomataceae. Inga underarter finns listade i Catalogue of Life.